# Nijntje en haar vriendjes
Nijntje en haar vriendjes is een stop-motion-animatieserie gebaseerd op de kinderboekenserie nijntje van de Nederlandse schrijver Dick Bruna. Het programma werd in Nederland uitgezonden bij de KRO van 1 oktober 2002 tot 24 juni 2005.
Onder de titel Miffy and Friends werd de serie vanaf 2003 onder andere ook uitgezonden op CITV in Groot-Brittannië en op Noggin in de Verenigde Staten. De serie is in ruim 70 landen uitgezonden.